# Costa y Guillamón
Costa y Guillamón ist eine Ortschaft in Uruguay.

## Geographie
Sie befindet sich im Westen des Departamento Canelones in dessen Sektor 5 südlich der Departamento-Hauptstadt Canelones. Costa y Guillamón grenzt dabei unmittelbar an die östlich gelegene Stadt Las Piedras. Nördlich befinden sich zudem Barrio Cópola und Barrio La Lucha. Westlich und südlich fließt der Arroyo de las Piedras, der dort die Grenze zum Nachbardepartamento Montevideo bildet.

## Einwohner
Die Einwohnerzahl von Costa y Guillamón beträgt 550. (Stand: 2011)
| Jahr | Einwohner |
| ---- | --------- |
| 2004 | 566       |
| 2011 | 550       |

Quelle:

## Municipio
Costa y Guillamón ist ein Ort in der 33 km² großen Gemeinde Municipio La Paz.